# Manu Bhaker
Manu Bhaker, (en hindi : मनु भाकर), est une tireuse sportive indienne née le 18 février 2002 dans le village de Goria situé dans le district de Jhajjar en Haryana.
Elle est la plus jeune indienne à remporter une médaille d'or dans une coupe du monde de tir de l'ISSF. 

## Enfance et jeunesse
Bhaker est née dans le village de Goria de District de Jhajjar de Haryana.

## Palmarès

### Jeux olympiques
- Jeux olympiques de la jeunesse de 2018 à Buenos Aires (Argentine) :
  -  Médaille d'or au tir au pistolet à air comprimé à 10 mètres.
  -  Médaille d'argent au tir au pistolet à air comprimé par équipe mixte à 10 mètres.

- Jeux olympiques d'été de 2024 à Paris (France) :
  -  Médaille de bronze au tir au pistolet à air comprimé à 10 mètres féminin.
  -  Médaille de bronze au tir au pistolet à air comprimé à 10 mètres mixte.

### Coupe du monde
- 2018 :
  -  Médaille d'or au tir au pistolet à air comprimé à 10 mètres à Guadalajara.
  -  Médaille d'or au tir au pistolet à air comprimé par équipe mixte à 10 mètres à Guadalajara.
  -  Médaille d'or au tir au pistolet à air comprimé par équipe mixte à 10 mètres à Pékin.

### Jeux du Commonwealth
- 2018 :
  -  Médaille d'or au tir au pistolet à air comprimé à 10 mètres à Gold Coast.